# かんじる10代
「かんじる10代」は、1973年6月21日に発売された葵テルヨシのデビュー・シングル。

## 収録曲
- 両楽曲共に、作詞：山上路夫／作曲・編曲：筒美京平

1. かんじる10代（2分50秒）
2. ハートはもらった（2分29秒）